# Daseuplexia lichenifera
Daseuplexia lichenifera är en fjärilsart som beskrevs av Druce 1908. Daseuplexia lichenifera ingår i släktet Daseuplexia och familjen nattflyn. Inga underarter finns listade i Catalogue of Life.